# Gyptis crinita
Gyptis crinita är en ringmaskart som först beskrevs av Haswell 1886. Gyptis crinita ingår i släktet Gyptis, och familjen Hesionidae. Inga underarter finns listade i Catalogue of Life.